# Дальбю-Сёдерскуг (национальный парк)
Дальбю-Сёдерскуг (швед. Dalby Söderskog) — национальный парк в южной Швеции, находится в лене Сконе, состоит в основном из лиственного леса. К северу от него расположен заповедник Дальбю-Норрескуг с похожими характеристиками.

## Национальный парк
Когда был основан парк, данная местность считалась остатками девственного леса, но сегодня известно, что некогда там пасли скот.
Почва в основном состоит из мела и известняка, благодаря чему в парке очень богатая флора.
В парке можно увидеть большой земляной вал, возможно, это остатки древних укреплений.